# 集福寺 (熊谷市)
集福寺（しゅうふくじ）は、埼玉県熊谷市にある曹洞宗の寺院。

## 歴史
『新編武蔵風土記稿』によれば、鎌倉時代後期、円明国師によって開山されたという。一方、寺伝によれば、同時期に法燈国師によって開山されたという。当初は臨済宗の寺院であった。
大永年間（1521年 - 1528年）、成田親泰によって中興された。親泰は忍城の城主であり、金龍寺より第2世住職桂室秀芳を招聘して中興した。金龍寺は曹洞宗の寺院であり、この中興時に曹洞宗に転宗した。
墓地には、当地の名主で五代にわたって慈善活動を行った「吉田市右衛門」累代の墓がある。
なお末寺として、「とげぬき地蔵」として知られる東京都豊島区巣鴨の高岩寺がある。

## 文化財
- 贈正五位吉田市右衛門墓（埼玉県指定旧跡 昭和14年3月31日指定）[4]

## 交通アクセス
- 路線バス奈良小学校前停留所より徒歩2分。